# Amazon 世界最先端の戦略がわかる
『amazon 世界最先端の戦略がわかる』（amazon せかいさいせんたんのせんりゃくがわかる）は、成毛眞によって著された書籍。

## 概要
2018年8月にダイヤモンド社から出版。2019年4月にはオーディオブック版が発売される。
日本出版販売調べで、2018年9月のビジネス書の売り上げランキングで9位。
2018年10月18日時点でのamazonの本の売れ筋ランキングの経済学のジャンルで1位、書籍全体のランキングで36位。
2018年10月時点で7刷で95,000部。『J-WAVE TOKYO MORNING RADIO』や『ロンドンブーツ1号2号 田村淳のNewsCLUB』で同書が取り上げられた。

## 執筆動機
筆者は、GAFAの中でamazonだけが領域を広げて様々な事業で順調に売り上げを伸ばしており、これからもamazonだけがクラウドサービス以外の領域で業績を伸ばす余地を残していると見たため。amazon以外のGAFAの企業は、この先は安泰とは見ていない、と述べている。
また、筆者はamazonの豊富な品揃えはマーケットプレイスという仕組みのおかげと見る。これはamazon以外の事業者が出品できるサービスで楽天市場のようなものだが、楽天市場との違いはどの出品者の商品も全て同じフォーマットで買えるということ。消費者は誰が出品しているかを気にせず買えるようになっている。マイクロソフトで働いていた著者の立場でamazonを見れば、amazonとはクラウドコンピューティングサービスである。消費財を作る会社や流通業者からamazonを見れば、amazonは小売業に見えるだろうなどとも述べている。